# Серёжчатый фулехайо
Серёжчатый фулехайо (лат. Foulehaio carunculatus) — вид воробьиных птиц из семейства медососовых (Meliphagidae). Ранее считался конспецифичным с двумя другими видами рода.

## Распространение
Эндемики островов центральной части Тихого океана. Обитают на Фиджи, Американском Самоа, Самоа, Тонга, островах Уоллис и Футуна. Живут в равнинных и горных тропических лесах, а также в мангровых зарослях.

## Описание
Длина тела 19—21 см. Вес самцов 34 г, самок 28 г. Верхняя часть тела птиц монотонно тёмно-оливковая. На верхней части головы и шеи, мантии, спине окрас диффузно-пятнистый или черноватый со слабо выраженными полосками.
Питаются преимущественно нектаром, но также едят многих членистоногих, делая это активнее в период размножения.

## Охранный статус
МСОП присвоил таксону охранный статус «Виды, вызывающие наименьшие опасения» (LC).